# Ghaziabad

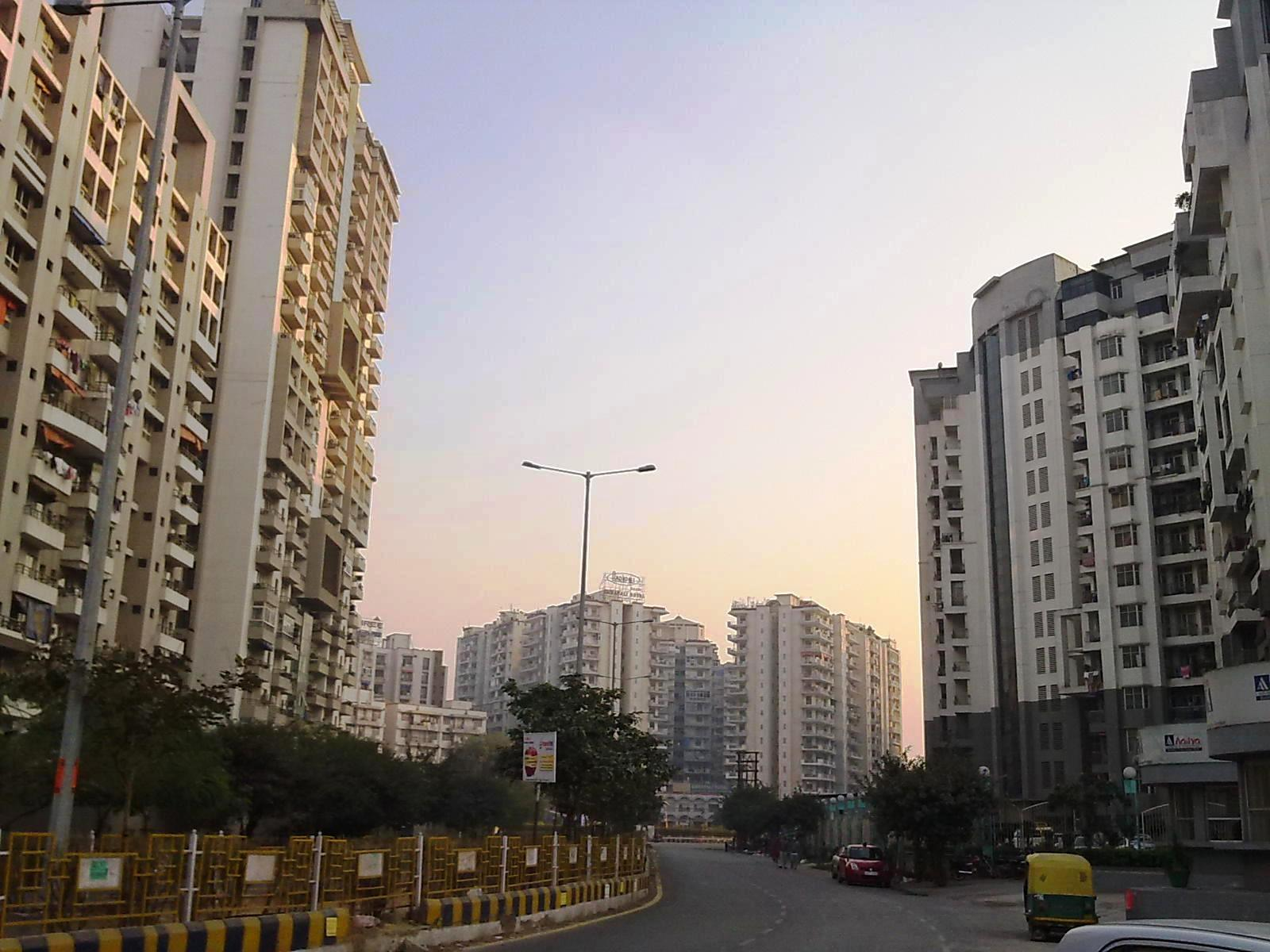
Indirapuram, Ghaziabad

Ghaziabad (Hindi: ग़ाज़ियाबाद, Urdu: غازی آباد; Ġāziyābād [ɣaːzɪjaːˈbaːd̪]) ist eine Stadt im Bundesstaat Uttar Pradesh in Nord-Indien mit etwa 1,6 Millionen Einwohnern (Volkszählung 2011).

## Lage
Sie ist eine Satellitenstadt von Delhi und liegt knapp 30 Kilometer östlich des Stadtzentrums von Delhi am Gangeskanal.

## Klima
Die Klimakrise hat in weiten Teilen Indiens zu einer drastischen Verknappung des Trinkwassers geführt. Die ist in besonderem Maße in Ghaziabad spürbar. So gehört die Stadt zu jenen 21 bedeutenden indischen Städten, deren Grundwasserreserven nach Berechnungen der Regierungsagentur NITI Aayog im Jahr 2020 vollständig aufgezehrt sein werden.

## Politik
Sie ist Verwaltungssitz des gleichnamigen Distrikts.

## Wirtschaft
Die Industrie der Stadt besteht zum Großteil aus metallverarbeitender und Elektroindustrie.

## Geschichte
Die Stadt wurde im Jahr 1740 durch Ghaziuddin, einen Minister des Großmoguls Muhammad Shah gegründet und trug zunächst den Namen Ghaziuddin Nagar („Stadt des Ghaziuddin“). Zur Zeit Britisch-Indiens, wurde anlässlich der Einrichtung einer Eisenbahnverbindung 1864 der Name zu „Ghaziabad“ verkürzt. Die Stadt erlangte am 31. August 1994 den Status einer Municipal Corporation (Nagar Nigam). Das Stadtgebiet erstreckt sich über eine Fläche von 210 km². Sie ist in 5 Verwaltungszonen (City, Kavi Nagar, Vijay Nagar, Mohan Nagar und Vasundhara) sowie in 70 Wards gegliedert. Das Flüsschen Hindon teilt das Stadtgebiet in zwei Teile – Cis-Hindon und Trans-Hindon.

## Persönlichkeiten
- Donald Crowhurst (1932–1969), britischer Geschäftsmann und Amateursegler, geboren in Ghaziabad
- Lara Dutta (* 1978), indische Filmschauspielerin und Model; geboren in Ghaziabad
- Aabha Paul (* 1987), Schauspielerin und Model; geboren in Ghaziabad